# Lybeniq
Lybeniq är en ort i Kosovo. Den ligger i den västra delen av landet, 70 km väster om huvudstaden Priština. Lybeniq ligger 590 meter över havet och antalet invånare är 970.
Terrängen runt Lybeniq är varierad. Runt Lybeniq är det ganska tätbefolkat, med 222 invånare per kvadratkilometer. Närmaste större samhälle är Pejë, 6,8 km norr om Lybeniq. Omgivningarna runt Lybeniq är en mosaik av jordbruksmark och naturlig växtlighet.